# Krater Zachodzącego Słońca
Krater Zachodzącego Słońca (ang. Sunset Crater) – krater wulkaniczny w Stanach Zjednoczonych, w środkowej Arizonie, w hrabstwie Coconino, położony około 25 km na północny wschód od miasta Flagstaff. Krater znajduje się na szczycie bazaltowego stożka wulkanicznego, najmłodszego spośród około 600 na polu wulkanicznym San Francisco. 
Wulkan uformowany został w wyniku serii erupcji, które miały miejsce w drugiej połowie XI wieku. Od tamtej pory nie odnotowano dalszej aktywności wulkanicznej. Stożek wulkaniczny wznosi się około 300 m ponad otaczający teren, sięga 2451 m n.p.m. Krater ma około 390 m średnicy i 120 m głębokości.
Nazwa krateru nawiązuje do pokrywającej go warstwy czerwonego popiołu, którego zabarwienie sprawia wrażenie jakby krater podświetlony był przez promienie zachodzącego słońca. Nazwę ukuł w 1885 roku John Wesley Powell.
Wulkan wraz z najbliższymi okolicami objęty jest ochroną w ramach pomnika narodowego Sunset Crater Volcano National Monument, ustanowionego w 1930 roku. Nieco wcześniej, w 1928 roku, jedna z hollywoodzkich wytwórni planowała detonację ładunku wybuchowego na terenie krateru dla potrzeb filmowych; w jej wyniku krater uległby zniszczeniu. Pomnik narodowy otoczony jest przez las narodowy Coconino National Forest.